# Territoire de Floride

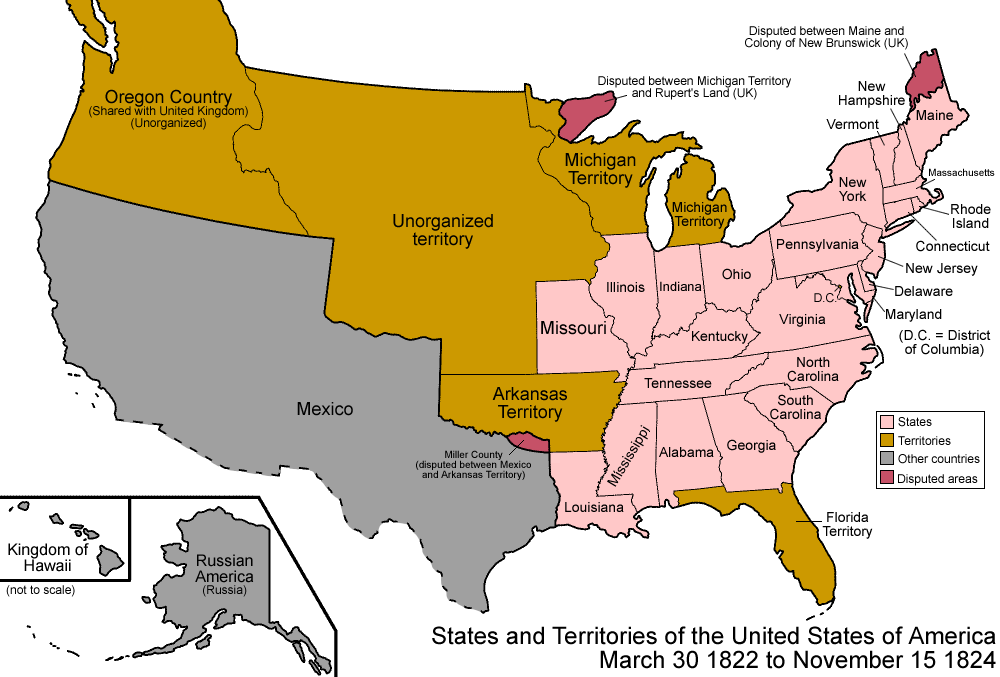
Les États-Unis entre 1822 et 1824.

Le territoire de Floride (en anglais : Florida Territory) est un territoire non-incorporé des États-Unis d'Amérique de 1822 à 1845, année où il devint le 27e État de l'Union.

## Contexte
La Floride est découverte en 1513 par Juan Ponce de León qui en prend possession au nom de l'Espagne. La plus ancienne colonie européenne, ayant été constamment peuplée sur le territoire continental des États-Unis, est Saint Augustine, fondée sur la côte nord-est de la Floride en 1565. La Floride reste possession espagnole jusqu'à la fin de la guerre de Sept Ans lorsqu'elle est contrainte de la céder au royaume de Grande-Bretagne. En 1783, après la Révolution américaine, les Britanniques doivent rendre la Floride à l'Espagne.
Le second mandat espagnol est fortement influencé par les États-Unis. Il y a des querelles territoriales le long de la frontière entre la Géorgie et la Floride et sur l'usage du Mississippi par les Américains. Ces problèmes sont momentanément réglés en 1795 par le traité de Madrid, qui définit entre autres la frontière entre Floride et Géorgie le long du 31e parallèle. Cependant, comme Thomas Jefferson le prédit, les États-Unis ne pourraient s'empêcher de mettre la main sur la Floride.

## Ingérence américaine avant 1821
En 1812 les forces armées des États-Unis et les « patriotes » de Géorgie commandés par le général George Matthews envahirent la Floride pour y protéger les intérêts américains. Ces intérêts étaient en grande partie liés aux esclaves. Des esclaves en fuite avaient trouvé refuge auprès des populations indigènes de Floride, nommées Séminoles par les Américains. Ils vivaient dans un système semi-féodal ; Les Séminoles offrant leur protection aux esclaves maintenant « libres », alors que ces derniers offraient une partie de leurs récoltes aux indigènes. Malgré le fait que les Noirs étaient toujours considérés comme inférieurs par les Séminoles, les deux groupes vivaient en harmonie. Les propriétaires d'esclaves de Géorgie et des autres États du sud devinrent furieux de voir de plus en plus d'esclaves s'échapper vers la Floride. Cette invasion de la Floride était perçue comme mal avisée par la plupart des Américains et on promit aux Espagnols un retrait rapide des troupes.
En 1818 après de longues années de conflits impliquant indigènes et colons, le général Andrew Jackson écrivit au président Monroe pour l'informer qu'il envahissait la Floride. Les troupes de Jackson partirent du Tennessee et suivirent l'Apalachicola River ravageant le nord de la Floride jusqu'à ce qu'elles atteignent Pensacola en mars, où les Espagnols capitulèrent rapidement.

## Traité d'Adams-Onís
Le traité Adams-Onís, fut signé le 22 février 1819 par John Quincy Adams et Luis de Onís, mais n'entra pas en vigueur avant sa ratification par le gouvernement espagnol en 1821. On pense généralement que les États-Unis achetèrent la Floride à l'Espagne pour 5 000 000 de dollars ; ce n'est cependant qu'une légende. Il n'y eut aucun échange d'argent entre les deux gouvernements ; les États-Unis reçurent la Floride et l'Oregon tandis qu'ils acceptaient toutes les revendications espagnoles sur le Texas.

## Territoire de Floride et guerres séminoles
Le 3 mars 1821 le Congrès autorise le président James Monroe à prendre possession de la Floride orientale et de la Floride occidentale pour les États-Unis et à en assurer la gouvernance initiale. 
Le général Andrew Jackson devint, brièvement, gouverneur militaire du nouveau territoire. le 30 mars 1822, les États-Unis fusionnèrent la Floride orientale et une partie de la Floride occidentale pour créer le territoire de Floride, dont William Pope Duval devint officiellement le premier gouverneur, peu après l'édification du capitole de Tallahassee, mais seulement après que l'on eut chassé la tribu Séminole de cette région de Floride.
Le problème majeur du territoire de Floride était sa population séminole. Le gouvernement fédéral et la plupart des colons désiraient que les Indiens de Floride soient déportés vers l'ouest. Le 28 mai 1830, le Congrès vota l'Indian Removal Act qui contraignait tous les indigènes américains à partir s'installer à l'ouest du Mississippi. La loi elle-même ne faisait que très peu référence à la Floride, cependant elle servit de cadre au traité de Payne's Landing qui fut signé par le conseil des chefs séminoles le 9 mai 1832. Ce traité stipulait que tous les résidents séminoles devraient avoir quitté la Floride avant 1835. C'est lors de cette réunion que le fameux Osceola énonça pour la première fois sa décision de se battre.
Fin 1835 Osceola et les alliés Séminoles commencèrent une guerre de guérilla contre les forces américaines, un conflit, connu sous le nom de Seconde guerre séminole. Nombre de généraux combattirent et échouèrent, succombant à la chaleur et aux maladies aussi bien qu'à une totale méconnaissance du terrain. Ce n'est que lorsque le général Thomas Jesup captura d'importants chefs séminoles, dont Osceola qui mourut en captivité, que le rythme des batailles se ralentit. La plupart des Séminoles furent ensuite contraints à émigrer, seul un petit groupe demeurait dans les Everglades, lorsque la Floride rejoignit l'Union en tant que 27e État le 3 mars 1845.